# Kerncentrale Paluel
De kerncentrale Paluel ligt in de gemeente Paluel in de regio Normandië aan het Kanaal.
De centrale heeft vier drukwaterreactoren (PWR).
| reactorblok | reactortype | vermogen | begin bouw | inbedrijfname | stillegging |
| ----------- | ----------- | -------- | ---------- | ------------- | ----------- |
| Paluel-1    | PWR         | 1330 MW  | 1977       | 1985          |             |
| Paluel-2    | PWR         | 1330 MW  | 1978       | 1985          |             |
| Paluel-3    | PWR         | 1330 MW  | 1979       | 1986          |             |
| Paluel-4    | PWR         | 1330 MW  | 1980       | 1986          |             |